# Rhodostemonodaphne recurva
Rhodostemonodaphne recurva är en lagerväxtart som beskrevs av H. van der Werff. Rhodostemonodaphne recurva ingår i släktet Rhodostemonodaphne och familjen lagerväxter. Inga underarter finns listade i Catalogue of Life.